# Karl-Otto Maue

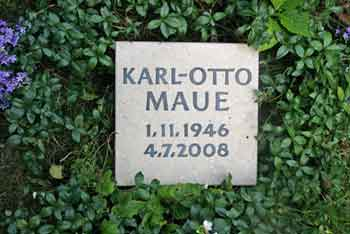
Die Grabstätte von Karl-Otto Maue auf dem Ohlsdorfer Friedhof in Hamburg

Karl-Otto Maue (* 1. November 1946 in Hameln; † 4. Juli 2008) war ein deutscher Journalist.
Maue studierte Kulturwissenschaften und stieß 1993 zum Norddeutschen Rundfunk. Bis 1996 arbeitete er für das Satiremagazin Extra 3 und bis zu seinem Tod für das Magazin DAS! in der Rubrik DAS! mobil. Dort präsentierte er neue Kfz-Modelle auf eigene humoristische Art und Weise. Am 10. März 2000 wurde in der Sendung DAS! der hundertste Testbericht der etwas anderen Art mit Informationen über Autos, Motorräder, Motorroller und sogar Fahrräder ausgestrahlt. Maue war als Talkgast auf dem Roten Sofa.
Karl-Otto Maue verstarb nach langer schwerer Krankheit und hinterließ seine Ehefrau und drei Kinder. Er wurde auf dem Friedhof Ohlsdorf in Hamburg beigesetzt.